# Speleodentorcula beroni
Speleodentorcula beroni is een slakkensoort uit de familie van de Argnidae. De wetenschappelijke naam van de soort is voor het eerst geldig gepubliceerd in 1985 door E. Gittenberger.